# Revpar
RevPar (do inglês revenue per available room, ou receita por quarto disponível), é uma métrica de desempenho no setor de hotelaria calculada dividindo a receita total de quartos de um hotel pela contagem de quartos e o número de dias no período que está sendo medido.
No entanto, se o cálculo usar a receita total do hotel em vez da receita do quarto, será igual a TRevPAR (Receita total por quarto disponível). O TRevPAR é outra métrica de desempenho estreitamente relacionada na indústria hoteleira.
Como o RevPAR é apenas uma medida para um ponto no tempo (digamos, um dia, mês ou ano), é mais frequentemente comparado ao mesmo período de tempo. É frequentemente utilizado em comparação com concorrentes dentro de um mercado personalizado,  área de negociação ou  região de publicidade ou um conjunto competitivo auto-selecionado conforme definido pelo proprietário ou gerente do hotel , que é referido como Índice RevPAR ou RGI (Índice Gerador de Receita).
Além disso, as comparações costumam ser consideradas entre hotéis do mesmo tipo ou com clientes-alvo. (por exemplo, serviço completo,  luxo,  estadia prolongada, economia)
Algumas empresas de dados consorciados compilaram informações do RevPAR em todos os mercados por meio de pesquisa voluntária e fornecem informações cegas compiladas de volta à indústria. O relatório STAR é um desses relatórios amplamente utilizados e é fornecido por [Smith Smith Research].
Outras advertências:
- Números RevPAR bem sucedidos diferem de mercado para mercado com base na demanda e outros fatores.
- Melhor comparado em períodos de tempo semelhantes. Por exemplo, é apropriado comparar o RevPAR em uma sexta-feira somente em comparação a outras sextas-feiras.
- Melhor comparado em períodos de tempo sazonais semelhantes. Por exemplo, comparar os resultados da semana de Natal com o mesmo ano anterior é mais confiável do que com uma semana de não feriado.